# Lelê
Leanderson da Silva Genésio, noto come Lelê (Rio de Janeiro, 1º ottobre 1997), è un calciatore brasiliano, attaccante del Ceará in prestito dal Fluminense.

## Carriera
Nato a Rio de Janeiro, Lelê ha iniziato la sua carriera con l'Itaboraí Profute, apparendo per la prima volta nel Campionato Carioca Série C del 2018. Dopo essere stato il capocannoniere della squadra l'anno successivo, è stato ceduto in prestito al Maricá per disputare il Campionato Carioca Serie B1 2020.
Tornato a Profute per disputare le ultime fasi del Campionato Carioca Série B2, l'anno successivo è tornato al Maricá. Il 20 dicembre dello stesso anno, dopo aver aiutato il club a raggiungere le finali della Copa Rio e ad ottenere la prima qualificazione nella sua storia alla Coppa del Brasile, è passato al Volta Redonda.
Con il Voltaço ha vinto sia il Campeonato Carioca Série A2 sia la Copa Rio. L'11 gennaio 2023, il suo prestito dal Profute è stato rinnovato per un'ulteriore stagione.
Il 28 febbraio 2023, al termine del Campionato Carioca, il Fluminense ha annunciato l'arrivo in prestito di Lelê. Il 6 aprile ha debuttato in Coppa Libertadores contro lo Sporting Cristal ed il 15 aprile ha esordito in Série A contro l'América Mineiro servendo un assist a John Kennedy ed segnando l'ultima delle reti nella vittoria per 3-0.

## Statistiche

### Presenze e reti nei club
Statistiche aggiornate al 18 maggio 2022.
| Stagione        | Squadra          | Campionato      | Campionato | Campionato | Coppe nazionali | Coppe nazionali | Coppe nazionali | Coppe continentali | Coppe continentali | Coppe continentali | Altre coppe | Altre coppe | Altre coppe | Totale | Totale | Totale |
| Stagione        | Squadra          | Comp            | Pres       | Reti       | Comp            | Pres            | Reti            | Comp               | Pres               | Reti               | Comp        | Pres        | Reti        | Pres   | Reti   |        |
| --------------- | ---------------- | --------------- | ---------- | ---------- | --------------- | --------------- | --------------- | ------------------ | ------------------ | ------------------ | ----------- | ----------- | ----------- | ------ | ------ | ------ |
| 2018            | Itaboraí Profute | C/RJ            | 12         | 4          |                 | -               | -               |                    | -                  | -                  |             | -           | -           | 12     | 4      |        |
| 2019            | Itaboraí Profute | B2/RJ           | 16         | 12         |                 | -               | -               |                    | -                  | -                  | CR          | 6           | 7           | 22     | 19     |        |
| 2020            | Itaboraí Profute | B2/RJ           | 6          | 1          |                 | -               | -               |                    | -                  | -                  |             | -           | -           | 6      | 1      |        |
| 2020            | Maricá           | B1/RJ           | 18         | 6          |                 | -               | -               |                    | -                  | -                  |             | -           | -           | 18     | 6      |        |
| 2021            | Maricá           | A2/RJ           | 9          | 5          |                 | -               | -               |                    | -                  | -                  | CR          | 9           | 4           | 18     | 9      |        |
| 2022            | Volta Redonda    | A2/RJ+C         | 24+20      | 4+7        | CB              | 1               | 1               |                    | -                  | -                  | CR          | 5           | 3           | 50     | 15     |        |
| 2023            | Volta Redonda    | A/RJ+C          | 13+0       | 13         | CB              | 2               | 1               |                    | -                  | -                  |             | -           | -           | 15     | 14     |        |
| 2023            | Fluminense       | A/RJ+A          | 0+7        | 1          | CB              | 0               | 0               | CL                 | 3                  | 0                  |             | -           | -           | 10     | 1      |        |
| Totale carriera | Totale carriera  | Totale carriera | 125        | 53         |                 | 3               | 2               |                    | 3                  | 0                  |             | 20          | 14          | 151    | 69     |        |

## Palmarès

### Club

#### Competizioni statali
- Copa Rio: 1

Volta Redonda: 2022
- Campeonato Carioca Série A2: 1

Volta Redonda: 2022

#### Competizioni internazionali
- Coppa Libertadores: 1

Fluminense: 2023
- Recopa Sudamericana: 1

Fluminense: 2024